# Rosa Rosanova
Rosa Rosanova (Odessa, 23 giugno 1869 – Santa Monica, 29 maggio 1944) è stata un'attrice russa che, proveniente dal teatro, si accostò al mondo del cinema negli Stati Uniti.
Recitò accanto a Rodolfo Valentino: in Sangue e arena (dove impersonava sua madre) e in Cobra

## Biografia
Nata a Odessa quando la città ucraina faceva parte dell'Impero russo, Rosanova fece i suoi studi a Mosca. Appartenente a una famiglia di tradizione teatrale, a sedici anni, compiuti gli studi, fece il suo debutto sul palcoscenico entrando a far parte della compagnia Svatloff in tournée per la Russia. Nel 1906, partì per gli Stati Uniti insieme a Nazimova e alla famosa compagnia Orlanoff. In seguito, dopo avere debuttato anche a New York, ritornò in Russia.
Fece ritorno negli Stati Uniti come immigrata, poco prima della rivoluzione.

## Filmografia
- Just Around the Corner, regia di Frances Marion (1921)
- Sangue e arena (Blood and Sand), regia di Fred Niblo e, non accreditata, Dorothy Arzner (1922)
- Hungry Hearts, regia di E. Mason Hopper (1922)
- The Gentleman from America, regia di Edward Sedgwick (1923)
- Gran mondo (Fashion Row), regia di Robert Z. Leonard (1923)
- When a Girl Loves, regia di Victor Hugo Halperin (1923)
- The Virgin, regia di Alvin J. Neitz (1924)
- The Family Secret, regia di William A. Seiter
- Butterfly, regia di Clarence Brown (1924)
- The Lover of Camille, regia di Harry Beaumont (1924)
- A Woman's Faith, regia di Edward Laemmle (1925)
- His People, regia di Edward Sloman (1925)
- Cobra, regia di Joseph Henabery (1925)
- L'ultimo porto (God Gave Me Twenty Cents), regia di Herbert Brenon (1926)
- The Shamrock and the Rose, regia di Jack Nelson (1927)
- Pleasure Before Business, regia di Frank R. Strayer (1927)
- Il postino (Special Delivery), regia di Roscoe 'Fatty' Arbuckle (1927)
- Jake the Plumber, regia di Edward I. Luddy (1927)
- Rosa d'Irlanda (Abie's Irish Rose), regia di Victor Fleming (1928)
- Sonia, regia di Hector V. Sarno (1928)
- Lucky Boy, regia di Norman Taurog e Charles C. Wilson (1929)
- La nuova generazione (The Younger Generation), regia di Frank Capra (1929)
- After Tomorrow, regia di Frank Borzage (1932)
- Uptown New York, regia di Victor Schertzinger (1932)
- Pellegrinaggio (Pilgrimage), regia di John Ford (1933)
- Fighting Hero, regia di Harry S. Webb (1934)